# Marrazes e Barosa
Marrazes e Barosa (oficialmente União das Freguesias de Marrazes e Barosa) é uma freguesia portuguesa da cidade e do município de Leiria, com 32,80 km² de área e 26 225 habitantes (censo de 2021). A sua densidade populacional é 799,5 hab./km².

## História
Foi constituída em 2013, no âmbito de uma reforma administrativa nacional, pela agregação das antigas freguesias de Marrazes e Barosa e tem a sede em Marrazes.

## Demografia
A população registada nos censos foi:
| Distribuição da População por Grupos Etários | Distribuição da População por Grupos Etários | Distribuição da População por Grupos Etários | Distribuição da População por Grupos Etários | Distribuição da População por Grupos Etários |
| -------------------------------------------- | -------------------------------------------- | -------------------------------------------- | -------------------------------------------- | -------------------------------------------- |
| Ano                                          | 0-14 Anos                                    | 15-24 Anos                                   | 25-64 Anos                                   | > 65 Anos                                    |
| 2001                                         | 4043                                         | 3145                                         | 12784                                        | 2316                                         |
| 2011                                         | 4221                                         | 2767                                         | 14381                                        | 3315                                         |
| 2021                                         | 3773                                         | 2979                                         | 14749                                        | 4724                                         |

À data da junção das freguesias, a população registada no censo anterior (2011) foi:
| Freguesia atual   | Freguesia atual  | Freguesia atual | Freguesias antigas | Freguesias antigas | Freguesias antigas |
| Freguesia         | População (2011) | Área (km²)      | Freguesia          | População (2011)   | Área (km²)         |
| ----------------- | ---------------- | --------------- | ------------------ | ------------------ | ------------------ |
| Marrazes e Barosa | 24 684           | 32,80           | Marrazes           | 22 528             | 19,13              |
| Marrazes e Barosa | 24 684           | 32,80           | Barosa             | 2156               | 13,67              |

## Património
- Igreja Matriz de Marrazes
- Mata dos Marrazes
- Museu Escolar de Marrazes
- Igreja Matriz de Barosa